# Zamek w Podhajcach
Zamek w Podhajcach – zamek wybudowany w Podhajcach nad rzeką Koropiec.

## Położenie
Na miejsce budowy zamku wybrano sztucznie usypaną wyspę, która od wschodu była oblana wodami rzeki Koropiec (ukr. Коропець) – lewobrzeżnym dopływem Dniestru, a od zachodu i północy  Mużyłówką  (ukr. Мужилівка) – dopływem rzeki Koropiec. Fundamenty cytadeli od zachodu sięgały rzeki i spadły do jej koryta, oddzielającego zamek od budynków miasta, które znajdowało się na zachód od niego. Zamek położony był tuż poniżej podhajeckiego stawu.

## Historia
Najprawdopodobniej zamek został wzniesiony przez Buczackich w wieku XV. Rozbudowywali go kolejni właściciele, zwłaszcza Stanisław Golski na początku XVII w. W latach 1650–57 właściciel Stanisław Rewera Potocki umocnił miasto i zamek. W 1655 miasto wraz z zamkiem zdobyły wspólne armie rosyjska i kozacka. W 1663 roku na zamku przebywał król Polski Jan Kazimierz Waza. Podczas bitwy pod Podhajcami w 1667 r. Jan Sobieski, późniejszy król Polski, przygotowując wcześniej przewidywane miejsce walki, obsadził piechotą dwa raweliny położone na północ od podhajeckich fortyfikacji. W 1675 roku stojący na czele wojsk tureckich Ibrahim Basza oblegał miasto i zamek, który zdobył 11 września, a następnie spustoszył, niszcząc zamek oraz uprowadzając mieszkańców z załogą warowni i jego dowódcą Makowieckim. 

W 1698 roku Feliks Kazimierz Potocki, wojewoda krakowski i hetman polny koronny, ścigany przez około 14 tys. Tatarów oparł się o mury tutejszego zamku 8 września podczas  bitwy pod Podhajcami.. Po czterogodzinej walce nastąpił odwrót wojsk tatarskich. Było to ostatnie zwycięstwo polskie nad Tatarami w wojnie z Turcją.
W XVIII w. nie był już zamieszkany i popadł w ruinę. W XIX wieku urządzono w jego wnętrzu browar i gorzelnię, które funkcjonowały do II wojny światowej. W 1970 ostatecznie zniszczono resztki zamku, które były do tego czasu. Obecnie zamek nie istnieje. Na jego miejscu znajduje się fabryka konserw.

## Architektura
Pierwotnie miasto miało swój własny system fortyfikacji i wybudowany zamek, który prawdopodobnie mógł być traktowany jako cytadela, która była ostatnim bastionem dla obywateli w przypadku przerwania przez wroga obrony na murach miasta. Podhajce miały obronne mury, stary zamek z potężnymi wieżami, otoczony wałami. Dalerac, dworzanin króla Polski Jana III Sobieskiego pisał o zamku jako staroświeckiej budowli, mającej potężne baszty i wysokie tarasy, otoczonej wałem.